# Pawieł Suczkow
Pawieł Aleksandrowicz Suczkow, ros. Павел Александрович Сучков (ur. 21 listopada 1992 w Moskwie) – rosyjski hokeista.
Jego brat Dmitrij (ur. 1991) także został hokeistą.

## Kariera
- Krasnaja Armija Moskwa (2009-2010)
- Dizel Penza 2 (2010-2011)
- Dizel Penza (2011-2012)
  -  Dizelist Penza (2011-2012)
- MHK Spartak Moskwa (2012-2013)
- Spartak Moskwa (2012, 2013)
- Bierkut Karaganda (2013-2014)
- HK Lipieck (2013-2014)
- Polonia Bytom (2014)
- Bierkut Karaganda (2014-2015)
- HK Temyrtau (2015-2016)
- Kristałł Saratów (2016-2017)
- HK Rostów (2017/2018)

Wychowanek klubu Sieriebrianyje Akuły w Moskwie. Uczestniczył w turnieju mistrzostw świata do lat 17 w 2008. Występował w juniorskich rozgrywkach MHL, ligach WHL oraz epizodycznie w KHL edycji 2012/2013 (trzy mecze w barwach Spartaka Moskwa). Decyzją Rosyjskiej Komisji Antydopingowej z kwietnia 2013 został ukarany karą zawieszenia po tym jak stwierdzono stosowanie przez niego niedozwolonych środków. W trwającym wówczas sezonie MHL (2012/2013) zdobył z MHK Spartakiem wicemistrzostwo rozgrywek. Jesienią 2013 brał w kazachskim klubie Bierkut Karaganda. Od września do listopada 2014 zawodnik polskiego klubu Polonia Bytom w rozgrywkach Polskie Hokej Ligi. Wkrótce potem ponownie został zawodnikiem kazachskiego Bierkutu Karaganda (wtedy graczem tego klubu został inny Rosjanin występujący dotychczas w Polsce, Wiaczesław Kozub). W lipcu 2016 został zawodnikiem rosyjskiego Kristałłu Saratów. Latem 2017 został graczem HK Rostów.

## Sukcesy
- Srebrny medal MHL: 2013 z MHK Spartakiem